# Gare de Ligny-Sud
Ne doit pas être confondu avec gare de Ligny.
La gare de Ligny-Sud est une gare ferroviaire belge, fermée, située sur la ligne 147 de Tamines à Landen, via Fleurus, à Ligny, section de la commune de Sombreffe dans la province de Namur.

## Situation ferroviaire
La gare de Ligny-Sud se situait au point kilométrique (PK) 13,0 de la ligne 147, de Tamines à Landen, via Fleurus et Gembloux entre la gare ouverte de Fleurus et celle de Sombreffe.

## Histoire
La gare de Ligny (Sud) est mise en service le 15 octobre 1865, lors de l'ouverture de la section de Fleurus à Landen de la Compagnie du chemin de fer de Tamines à Landen.
Cette compagnie, rattachée à la Société générale d'exploitation de chemins de fer, est nationalisée lorsque l'administration des chemins de fer de l'État belge rachète l'essentiel des concessions de la SGE le 1er janvier 1871.
Nommée Ligny-Tongrinnes afin de la distinguer de la gare de Ligny-Carrières (actuelle gare de Ligny) située sur la ligne d'Ottignies à Charleroi, elle est renommée Ligny-Sud en 1875.
Les trains de voyageurs sont remplacés par des bus à partir du 4 octobre 1959 ; cette section devenant alors une ligne en impasse réservée aux marchandises avec terminus en gare de Sombreffe. La voie, de plus en plus envahie par la végétation, cesse finalement d'être utilisée le 1er septembre 1992. Les rails disparaissent dans les années 2000.

## Patrimoine ferroviaire
Après la fermeture aux voyageurs les bâtiments de la gare sont démolis et six immeubles HLM sont construits sur le site.
La Compagnie du Tamines-Landen avait construit au-moins trois bâtiments identiques à Ligny-Sud, Sombreffe et Zétrud-Lumay (ce dernier est le seul de ce type encore debout). Il se compose d'un corps central à étage de trois travées avec sur sa droite une aile de deux travées (une côté quai) au toit légèrement plus bas ; une aile sans étage occupant le côté gauche. La façade est recouverte d'enduit à l'aspect irrégulier avec des arcs en plein cintre au rez-de-chaussée et des baies rectangulaires à l'étage. Le nom de la gare sur le mur pignon de gauche est inscrit dans une alcove de la façade coiffée d'un arc en plein cintre auquel la corniche donne l'aspect d'un fronton.